# Vištytis (jezero)
Vištytis (litevsky Vištyčio ežeras, rusky: Виштынецкое озеро – Vištyneckoje ozero, německy Wystiter See nebo Wyschtyter See) je jezero, které leží na hranici mezi Litvou a Ruskem. Rozloha jezera je 17,83 km², z toho 5,44 km² leží na území Litvy a 12,39 km² na území Ruska – Kaliningradské oblasti. Pro velkou rozmanitost flóry a fauny bývá někdy označováno jako evropský Bajkal. Malebná zvlněná a zalesněná krajina v okolí byla vyhlášena za chráněnou. Na litevské straně je při jezeru Chráněná krajinná oblast (Regionální park Vištytis) s rozlohou 108,33 km², na ruské straně je přírodní rezervace o rozloze 335 km², do které spadá i samotné jezero. V jezeře je 22 druhů ryb, například síh malý, síh severní, úhoř říční, mník jednovousý, štika obecná, okouni, plotice obecná, lín obecný a jiné. Na dně jezera je šest příkopů o relativní hloubce 20–30 m. Délka jezera je 8,1 km ve směru od severoseverozápadu na jihojihovýchod. Jezero je ledovcového původu a jeho stáří je 20 000 let (o 10 000 let více než Baltské moře). Dříve se jmenovalo také Vištutis nebo Vištinis. Na břehu jezera a jeho okolí lze pozorovat četné bludné balvany a souvky. Břehy jezera jsou tvarově i výškově rozmanité od písečných a štěrkových pláží až po písčité útesy. Největším sídlem u jezera je město Vištytis.

## Turistika
Jezero Vištytis je turisticky zajímavým cílem.
- Naučná stezka Šilelis
- Pušelė
- Vištytis

## Galerie

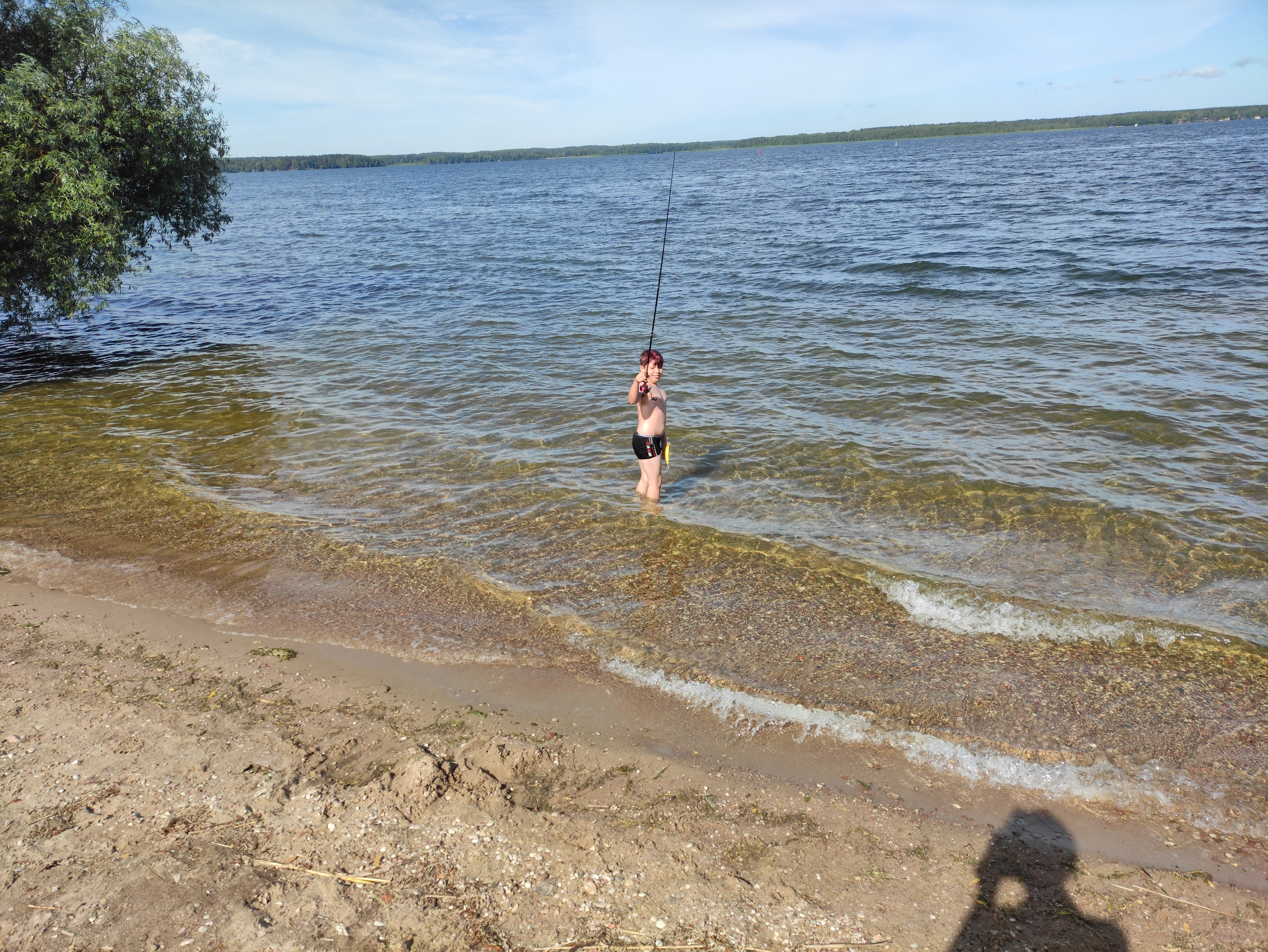
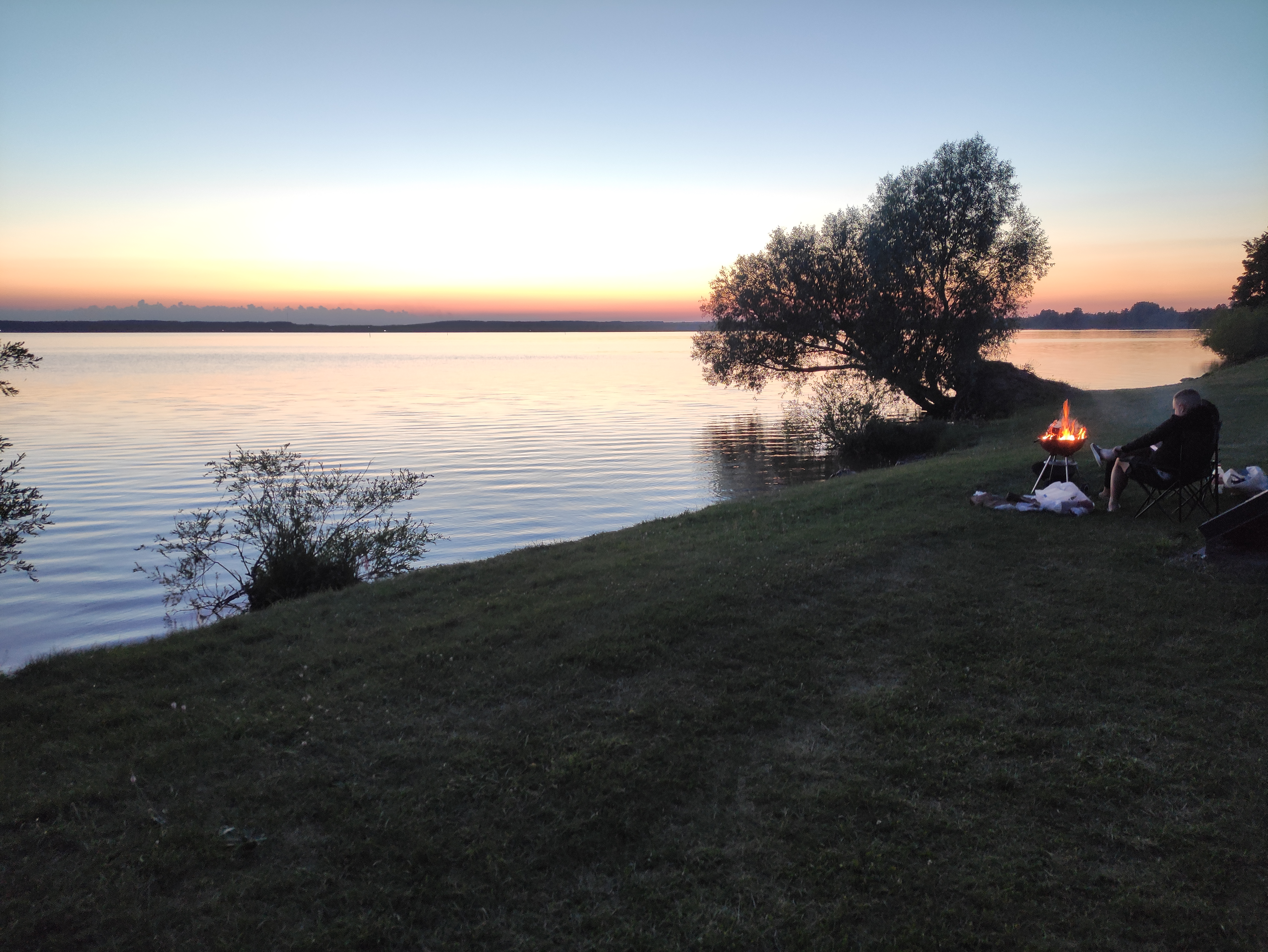
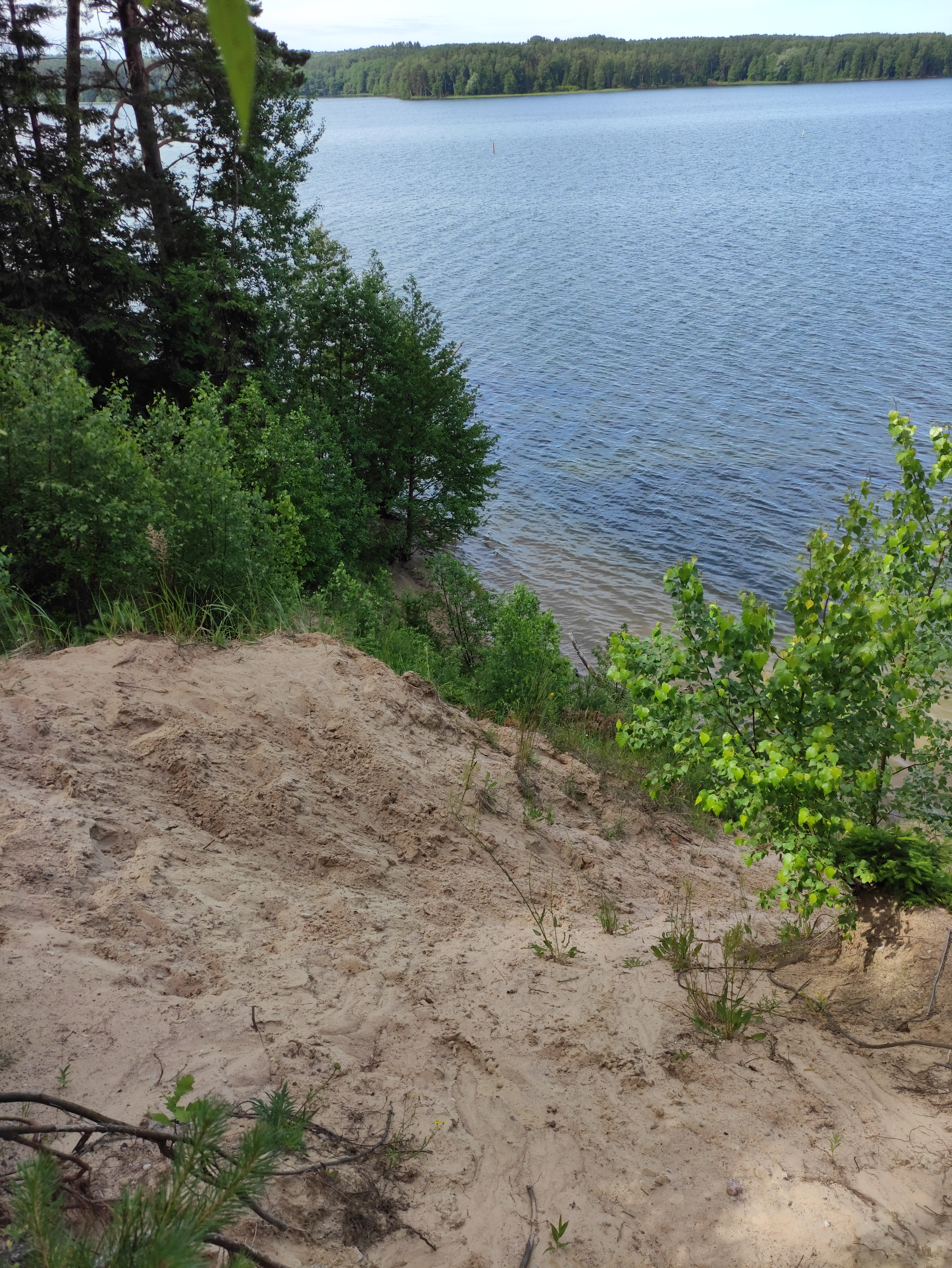
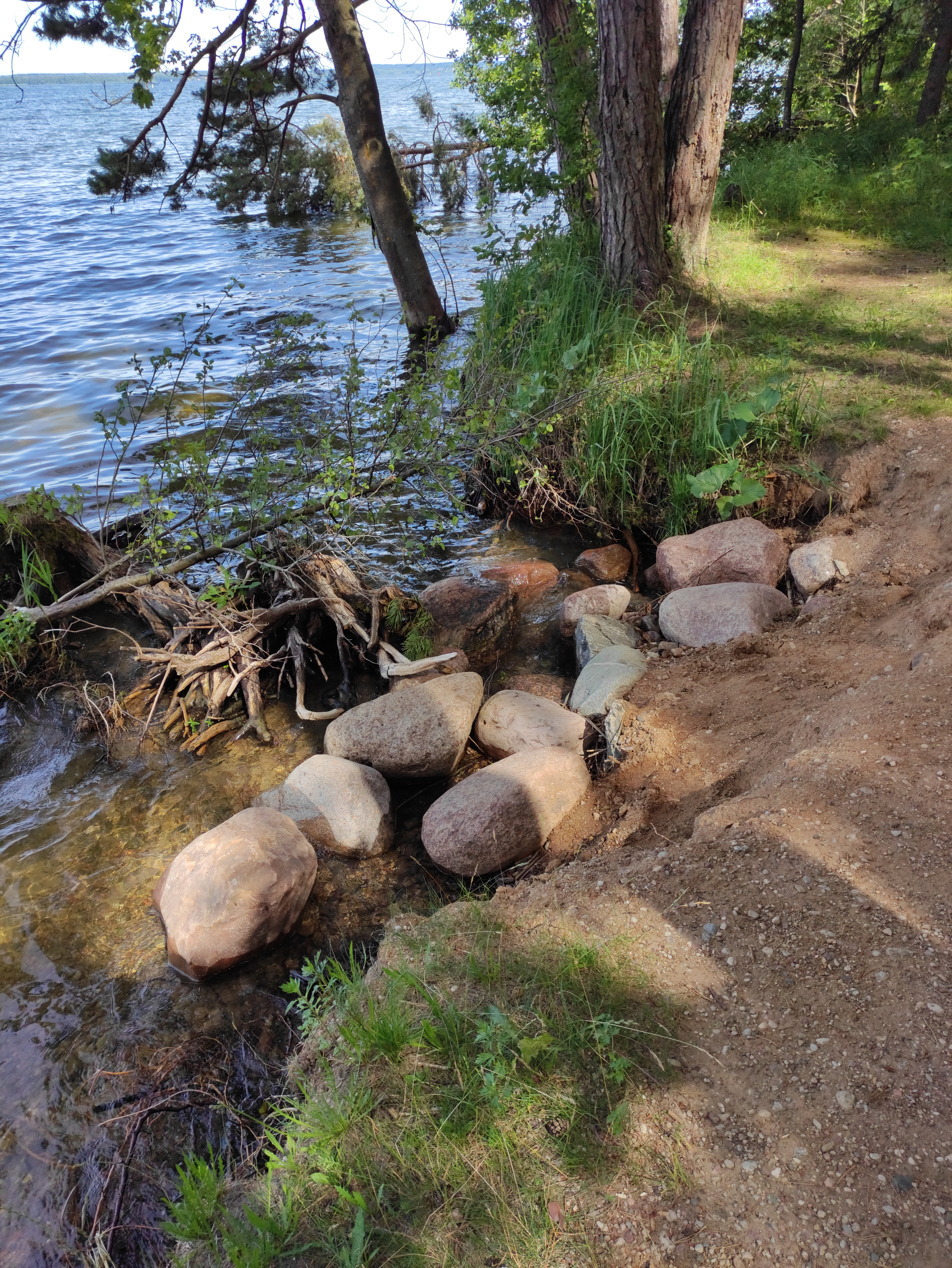
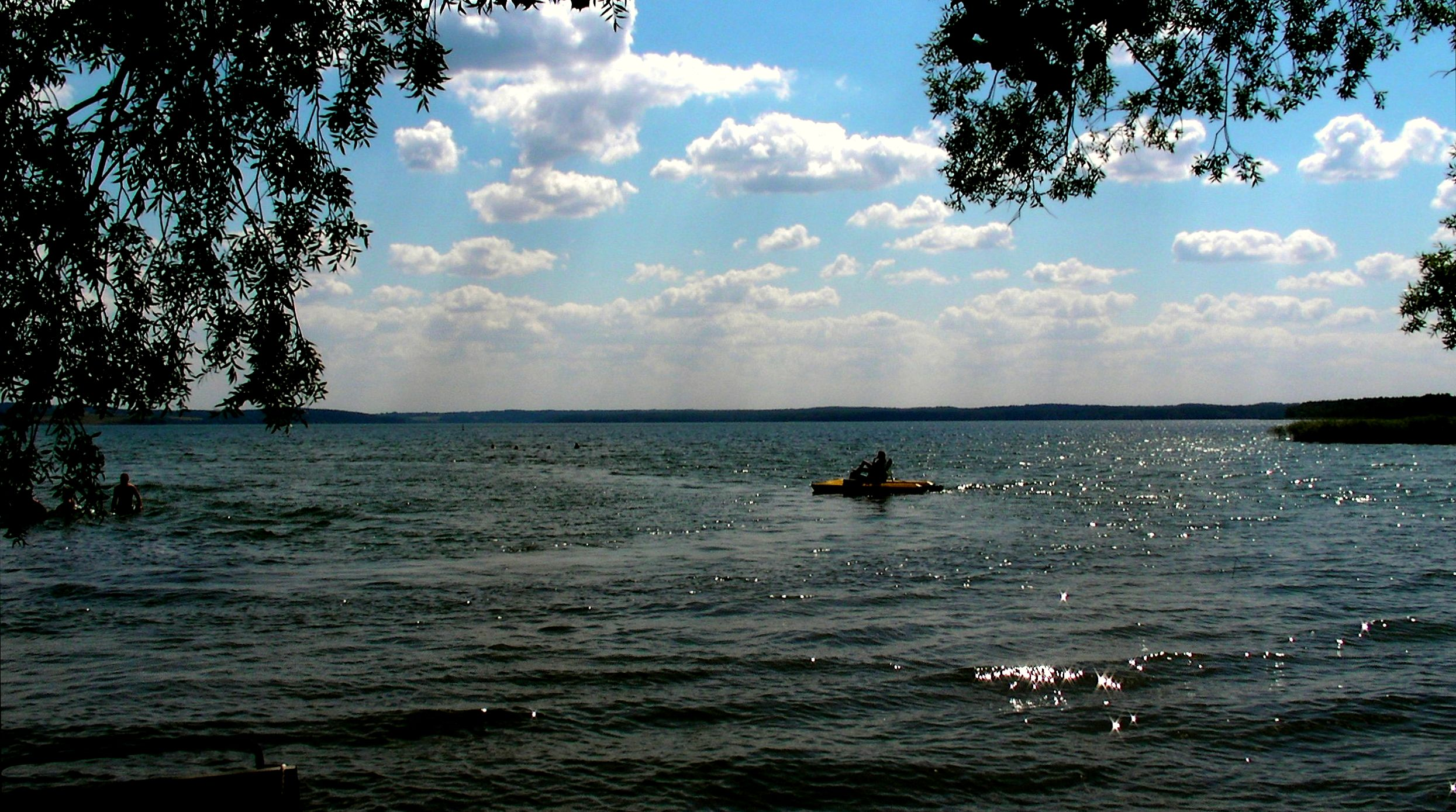
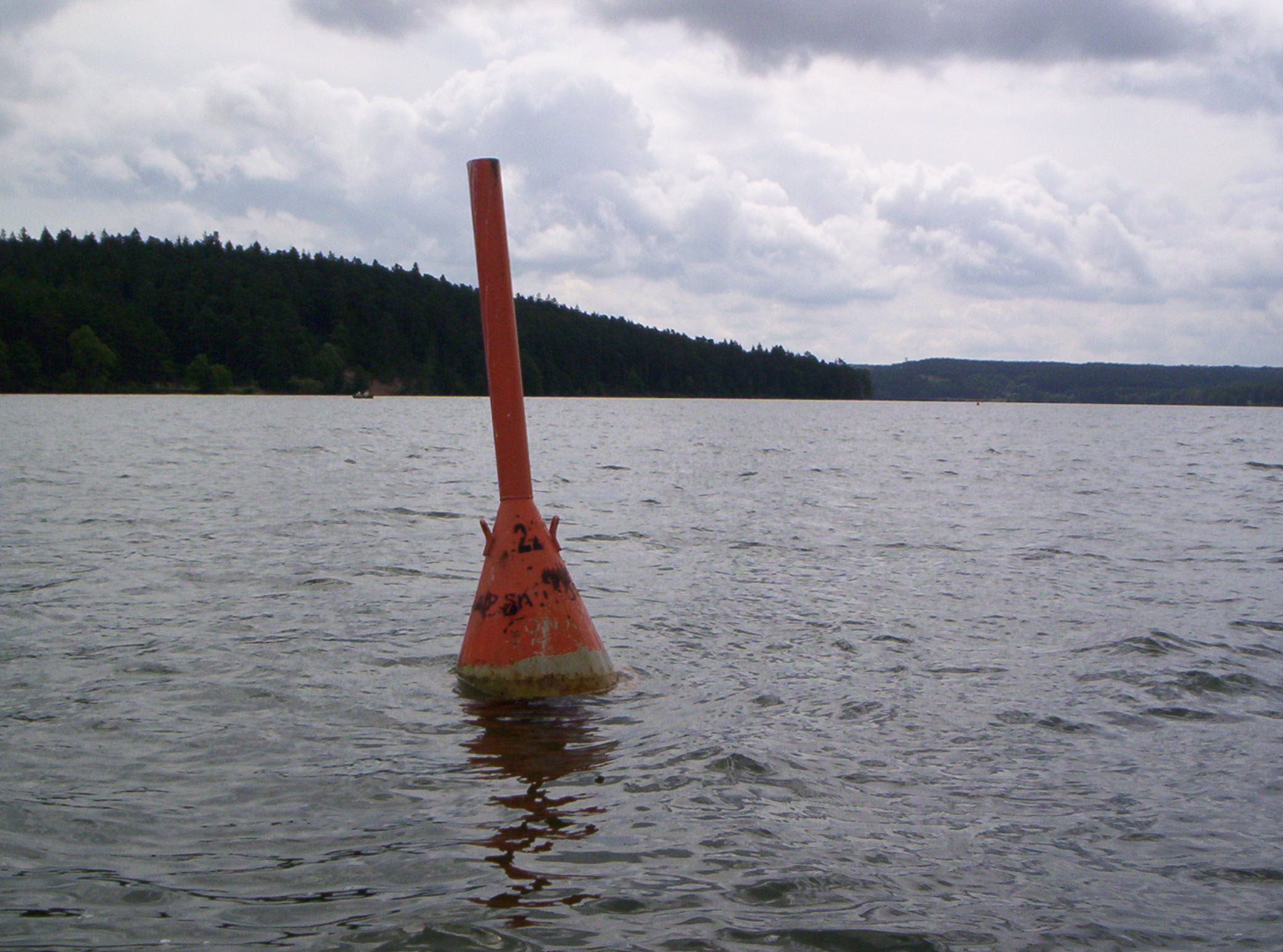